# 沃爾克·施特拉森
沃爾克·施特拉森（德語：Volker Strassen，1936年4月29日—）是一名德國數學家，康斯坦茨大学數學和統計系的名譽教授。
施特拉森因對算法分析的重要貢獻而獲得許多獎項，包括康托爾獎章、康拉德·楚澤獎章、因隨機質數測試工作而獲得的帕里斯·卡內拉基斯獎，以及因「對高效算法的設計與分析有開創性和影響力貢獻」的高德納獎。

## 生平

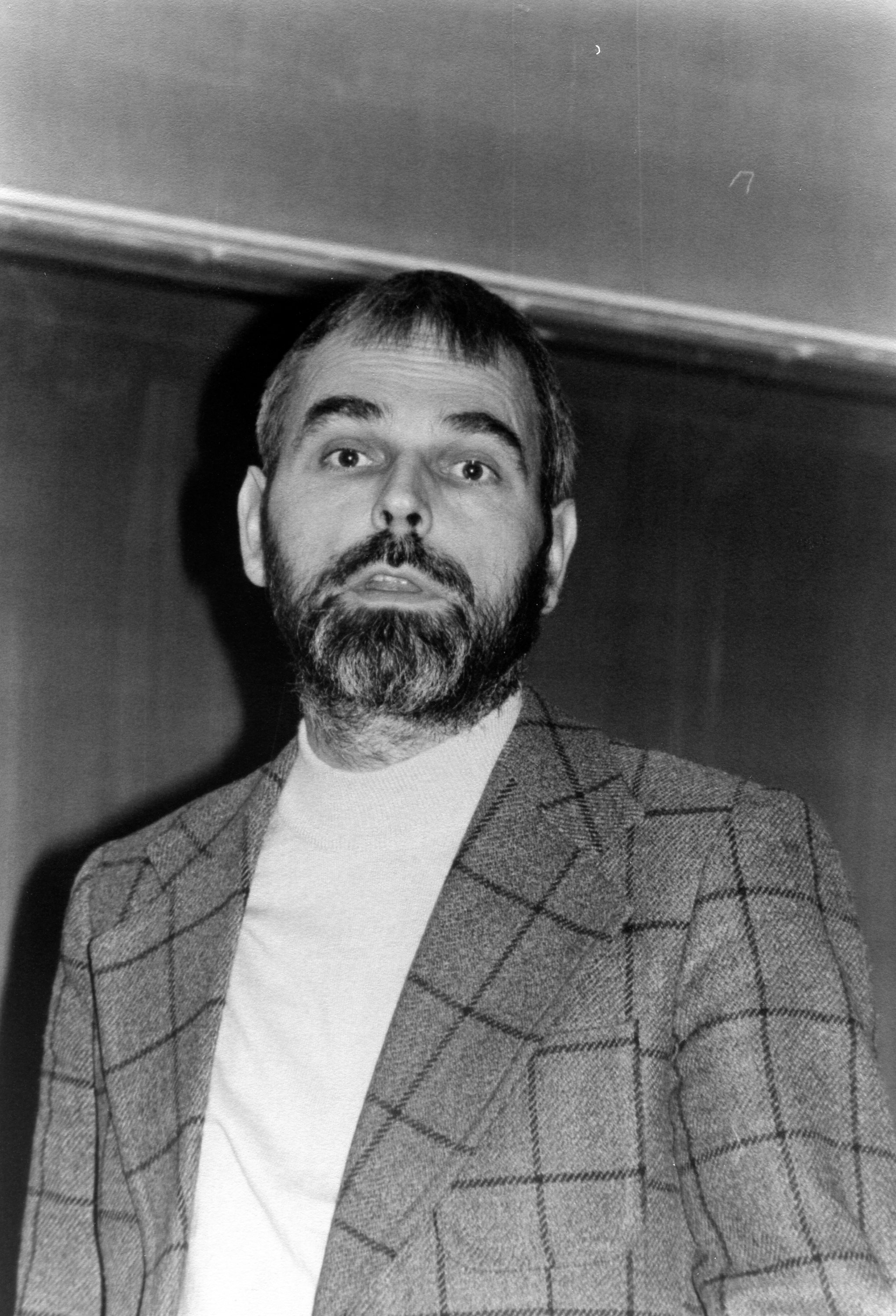
1979年的施特拉森

施特拉森在1936年4月29日出生於。在德國多所大學學習音樂、哲學、物理學和數學後，他在1962年於哥廷根大學獲得數學博士學位，導師為康拉德·雅各（Konrad Jacobs）。隨後，他在加利福尼亞大學柏克萊分校統計所任職，同時在進行特許任教資格訓練。1968年，施特拉森搬到蘇黎世大學的應用數學研究所任教，1988年搬到康斯坦茨大學任教。他於1998年退休。

## 研究
施特拉森作為機率論者開始了他的研究；他在1964年的論文《重對數律的不變性原則》中定義重對數律的函數形式，顯示出隨機漫步中的一種尺度不變性。這個結果現在被稱為「施特拉森不變性原則」或「施特拉森重對數律」，被高度引用，並導致1966年在國際數學家大會的演講。
1969年，施特拉森將研究工作轉向算法分析，發表了一篇關於高斯消去法的論文，並介紹施特拉森演算法，為第一個執行矩陣乘法的演算法，其速度比樸素算法所產生的{\displaystyle O(n^{3})}時間約束要快。在同一篇論文中，他還提出一種基於快速矩陣乘法算法的漸進式快速算法來進行矩陣求逆。此結果是一個重要的理論突破，導致對快速矩陣乘法的更多研究，儘管後來在理論上有所改進，但它仍是中度到高度密集矩陣乘法的實用方法。1971年，施特拉森與阿諾德·頌哈吉一起發表另一篇關於基於快速傅立葉轉換的漸進快速整數乘法的論文；參見頌哈吉-施特拉森演算法。施特拉森還因1977年與羅伯特·M·梭羅維合作研究梭羅維-施特拉森質數測試而知名，這是第一個表明檢驗一個數字是否為質數的方法可以在在隨機多項式時間內進行，也是更普遍地表明隨機算法力量的第一批結果之一。

## 獲獎和榮譽
施特拉森在1999年被授予康托爾獎章，2003年與羅伯特·索洛維、加里·米勒和共同獲得帕里斯·卡內拉基斯獎，以表彰在隨機質數測試方面的工作。2008年，他因「對高效算法的設計與分析有開創性和影響力貢獻」而被授予高德納獎。2011年，他贏得德國資訊學會的康拉德·楚澤獎章。2012年，他成為美國數學學會的會士。

## 外部連結
- Home page of Dr. Volker Strassen （页面存档备份，存于）
- 埃里克·韦斯坦因. . MathWorld. Formulas for fast(er) matrix multiplication and inversion.
- 約翰·J·奧康納; 埃德蒙·F·羅伯遜, ,  （英语）